# Plazmid NR1
Plazmid NR1 (R100 lub 222) – koniugacyjny plazmid należący do grupy niezgodności IncFII warunkujący oporność na antybiotyki. Odkryty został przez Rintaro Nakaya u bakterii Shigella flexneri 2b w Japonii w latach 50. Plazmid rozprzestrzenia się wśród drobnoustrojów drogą koniugacji; dostrzeżono ponadto rzadkie przypadki przekazywania jedynie części plazmidu. NR1 może występować u bakterii jelitowych takich jak Escherichia, Klebsiella czy Proteus. Wyróżnia się w nim dwa duże rejony, o odmiennej funkcji.

## Fragment regulacyjny
Fragment ten zawiera geny warunkujące i regulujące proces replikacji oraz koniugacji. Zlokalizowane są tu również - na transpozonie - geny oporności na tetracykliny. Jego wielkość to 29 mikrometrów.

## Fragment oporności
Fragment zawierający geny determinujące oporność, zwany również fragmentem r (od angielskiego resistant - oporność), występuje pojedynczo i ma wielkość około 8 mikrometrów. U bakterii Proteus mirabilis plazmid zachowuje się nieco inaczej - zaobserwowano amplifikację tego fragmentu (a nie całego plazmidu). Zwielokrotnienie NR1r zwiększa oporność drobnoustroju, ponieważ transkrybowanych jest więcej białek determinujących oporność.
Drobnoustroje zawierające plazmid NR1 wykazują zwiększoną tolerancję na następujące substancje (względem szczepów dzikich):
- rtęć
- kwas fusydynowy
- spektynomycyna
- chloramfenikol[1]
- streptomycyna
- sulfonamidy
- tetracykliny (na transpozonie)